# Michael Haussman
Michael Haussman (* 1964) je americký režisér a malíř. Režíroval velké množství reklam (Budweiser, Jeep, McDonald's) a hudebních videoklipů, například „La Tortura“ od Shakiry, „Someday (I Will Understand)“ od Britney Spears nebo „SexyBack“ Justina Timberlakea.
Je také režisérem tří celovečerních hraných filmů Rhinoceros Hunting in Budapest (1997), Spiknutí (2003) a Edge of the World (2021). Dále natočil celovečerní dokumentární film The Last Serious Thing o dvou toreadorech, Franciscu Ordóñezovi a Emiliu Muñozovi. Rovněž režíroval kratší dokument The Unsinkable Henry Morgan sledující výpravu na dno moře k vraku lodi, která údajně patřila Henrymu Morganovi.

## Filmografie
- Rhinoceros Hunting in Budapest (1997)
- The Abandoned 58 (2002)
- The Last Serious Thing (2003)
- Spiknutí (2003)
- The Unsinkable Henry Morgan (2013)
- The Audition (2013)
- Edge of the World (2021)